# 孫貴
孫貴（1923年—1989年），又名孫春貴，本名趙鎖會，河北省吳橋縣人，台灣京劇、歌仔戲演員1989年在台北市去世。
1930年到台灣，後參加「登興社」劇團（在今嘉義縣朴子市）表演工作，擔任特技演員和武生演員，後轉往其他戲班，曾到新加坡、菲律賓等國表演。
他的兒子孫榮輝（又名孫榮吉）是京劇、歌仔戲演員，工生行；女兒孫翠鳳是歌仔戲演員，工生行。